# 小山組
小山組（こやまぐみ）は、和歌山県和歌山市に本部を置く暴力団で、指定暴力団山口組の二次団体。

## 略歴

### 初代小山組
1962年、三代目山口組柳川組・柳川次郎組長は、小山組・小山十四郎組長を舎弟とした。
1969年4月8日、柳川次郎は、二代目柳川組・谷川康太郎組長を大阪刑務所で説得し、解散の同意を取り付けた。谷川康太郎が署名した「解散声明書」及び、柳川次郎が署名した「解散同意書」の日付は、昭和44年4月9日となっている。
その後、小山組は、一会傘下となった。

### 二代目小山組
1991年暮れ、小山十四郎がヤクザから引退し、小山組組長代行・吉村政昭が小山組二代目を継いだ。

### 三代目小山組
1997年2月、吉村政昭がヤクザから引退し、玉井武雄が小山組三代目を継いだ。翌1998年の4月、五代目山口組・渡辺芳則組長は、玉井武雄に盃を与え、山口組直参とした。

### 四代目小山組
2007年7月末、玉井武雄がヤクザから引退し、小山組若頭・中嶋初治が小山組四代目を継ぎ、山口組直参となった。1

## 歴代総長
- 初代 - 小山十四朗[2]
- 二代目 - 吉村政昭
- 三代目 - 玉井武雄
- 四代目 - 中島初治[1]。